# Aeroportul Internațional São Tomé
Aeroportul Internațional São Tomé (IATA: TMS, ICAO: FPST) este un aeroport din Água Grande⁠(d), São Tomé și Príncipe ce deservește zona São Tomé. Aeroportul a fost tranzitat în 2005 de 10.516 pasageri. A fost numit după zona deservită.
Situat la o altitudine de 12 m, aeroportul dispune de o singură pistă.